# ぐろーりーぐろーいん☆DAYS
「ぐろーりーぐろーいん☆DAYS」は、ミルキィホームズの8枚目のシングル。2013年9月4日に響ミュージックから発売された。

## 概要
表題曲はテレビアニメ『ふたりはミルキィホームズ』のオープニングテーマ曲として、ミルキィホームズ フェザーズ（寺川愛美、伊藤彩沙）の歌う「セイシュンビギナー!」は『ふたりはミルキィホームズ』のエンディングテーマ曲として使用されている。また、今回が初となるミルキィホームズとミルキィホームズ フェザーズによる6人組ユニット、ミルキィホームズ シスターズの歌う「ピンチにパンチ」が、それぞれOff Vocal版も含め収録されている。
通常盤含む初回製造分のみヴァイスシュヴァルツ PRカード1種1枚が付属。アニメイト、ゲーマーズ、とらのあな購入特典としてミルキィホームズ 各法人限定ブロマイドが付属していた。当初は2013年8月21日発売予定だったが2013年9月4日に発売日が延期された。

## 特徴
初回盤にはミルキィホームズ シスターズによる「ピンチにパンチ」Music Clipが収録している。また、ファンクラブ限定盤には「ピンチにパンチ」Music Clip メイキングも収録された。

## 収録曲

### CD
1. ぐろーりーぐろーいん☆DAYS [3:28]
歌：ミルキィホームズ
作詞：こだまさおり 作曲・編曲：高田暁
  - TVアニメ『ふたりはミルキィホームズ』オープニングテーマ
2. セイシュンビギナー! [3:25]
歌：ミルキィホームズ フェザーズ
作詞：こだまさおり 作曲・編曲：高田暁
  - TVアニメ『ふたりはミルキィホームズ』エンディングテーマ
3. ピンチにパンチ [3:28]
歌：ミルキィホームズ シスターズ（三森すずこ、徳井青空、佐々木未来、橘田いずみ、伊藤彩沙、寺川愛美）
作詞：村野直球 作曲・編曲：原田勝通（Angel Note）
4. ぐろーりーぐろーいん☆DAYS（Off Vocal）
5. セイシュンビギナー!（Off Vocal）
6. ピンチにパンチ（Off Vocal）

### DVD
1. ピンチにパンチ Music Clip [3:41]
  - 初回盤・ファンクラブ限定盤に収録
2. ピンチにパンチ メイキング [13:49]
  - ファンクラブ限定盤に収録